# Hallodapini
Hallodapini – plemię pluskwiaków z podrzędu różnoskrzydłych, rodziny tasznikowatych (Miridae) i podrodziny Phylinae.

## Budowa ciała
Charakteryzuje je spłaszczona obrączka apikalna oraz przezroczyste plamy na półpokrywach. Wyglądem przypominają najczęściej robotnice mrówek.

## Biologia
Wszystkie gatunki są drapieżne i bardzo ruchliwe. Wiele żyje na ziemi, często w pobliżu mrówek.

## Systematyka
Do niedawana plemię to traktowano jak podrodzinę Hallodapinae. Należy tu kilkaset gatunków zgrupowanych w ponad 40 rodzajach.

## Występowanie w Polsce
W Polsce występuje 5 gatunków z 3 rodzajów:
- Rodzaj: Cremnocephalus Fieber, 1860
  - Cremnocephalus albolineatus Reuter, 1875
  - Cremnocephalus alpestris Wagner, 1941

- Rodzaj: Hallodapus Fieber, 1858
  - Hallodapus montandoni Reuter, 1895
  - Hallodapus rufescens Burmeister, 1835

- Rodzaj: Systellonotus Fieber, 1858
  - Systellonotus triguttatus (Linneusz, 1767)